# 帕克 (北卡羅萊納州阿什縣)
帕克（英語：Parker）是位於美國北卡羅萊納州阿什縣的非建制地區。

## 歷史
帕克的郵局於1897年設立，其後於1954年停運。

## 地理
帕克所處的海拔為高於海平面956米（即3136英呎），而該地所採用的時區為UTC-5，即北美东部时区（EST）。同時該地設有夏令時間，為UTC-5調快一小時，即UTC-4（EDT）。